# Petru Ioja
Petru Ioja (n. 1893, Mintia, județul Hunedoara – d. 1973, Mintia, județul Hunedoara) a fost un deputat în Marea Adunare Națională de la Alba Iulia , organismul legislativ reprezentativ al „tuturor românilor din Transilvania, Banat și Țara Ungurească”, cel care a adoptat hotărârea privind Unirea Transilvaniei cu România, la 1 decembrie 1918 :p. 208.

## Biografie
A făcut școala primară din satul Mintia, județul Hunedoara :p. 208.  

## Activitatea politică

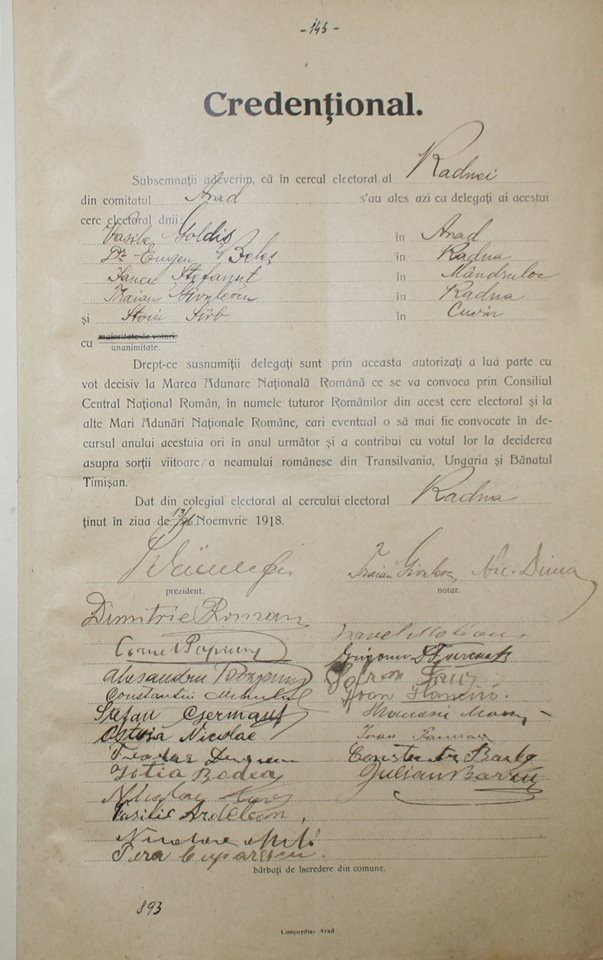
Credențional

Ca deputat în Adunarea Națională din 1 decembrie 1918, Petru Ioja a fost delegat al Cercului electoral Deva :p. 208.